# Björboholm
Björboholm is een plaats in de gemeente Lerum in het landschap Västergötland en de provincie Västra Götalands län in Zweden. De plaats heeft 670 inwoners (2005) en een oppervlakte van 148 hectare. De plaats ligt aan het meer Mjörn.

## Verkeer en vervoer
Bij de plaats loopt de Länsväg 190.